# Francisco de los Santos Guzmán y Carballeda
Francisco dels Santos Guzmán i Carballeda (Sevilla, 1840 - † Madrid, 5 d'agost de 1916) va ser un advocat i polític espanyol, va ser ministre de Gracia i Justícia durant el regnat d'Alfons XIII.
Diputat per Cuba en obtenir el corresponent escó en tots els processos electorals celebrats entre 1879 i 1898, va passar al Senat com a senador vitalici en 1899.
Va ser ministre de Gracia i Justícia entre el 20 de juliol i el 5 de desembre de 1903 en un gabinet presidit per Raimundo Fernández Villaverde.
La seva filla María de la Concepción es casà amb Fernando Suárez de Tangil y Angulo, marquès de Covarrubias de Leyva, alcalde de Madrid i ministre durant el franquisme, i la seva altra filla María de las Mercedes amb Agustín de Carvajal y Quesada, marquès de Miravalles.